# Veratrum grandiflorum
Espèce
Veratrum grandiflorum est une espèce de plantes monocotylédones de la famille des Melanthiaceae, originaire de Chine.

## Description
Veratrum grandiflorum est une plante herbacée robuste, vivace par son rhizome, pouvant atteindre 1,5 m de haut.
Les feuilles caulinaires sont sessiles, embrassant la tige à la base. Le limbe foliaire, elliptique à oblong-lancéolé, à l'apex obtus-arrondi ou acuminé, mesure de 10 à 15 cm (jusqu'à 26 cm) de long sur 6 à 9 cm (jusqu' 16 cm) de large. Il est très pubescent abaxialement (c'est-à-dire sur la face opposée à l'axe caulinaire).
L'inflorescence est une panicule ramifiée de 20 à 50 cm de long,
Les tépales, de couleur blanc-verdâtre, sont généralement oblongs ou elliptiques et mesurent de 1,1 à 1,7 cm de long sur environ 6 mm de large.
L'ovaire est très pubescent.
Les fruits sont des capsules de 1,5 à 2,5 de long sur 1 à 1,5 cm de large.
La floraison et la fructification interviennent en juillet-août.
Nombre chromosomique : 2 n = 32.

## Distribution et habitat
L'aire de répartition naturelle de Veratrum grandiflorum se limite à quelques régions de Chine : Hubei, Hunan, Jiangxi, Sichuan, Yunnan, Zhejiang.
Cette espèce se rencontre dans des prairies humides et sur des pentes boisées, entre 2600 et 4000 m d'altitude.

## Composition chimique
En 1992, des chercheurs japonais ont isolé à partir de feuilles de Veratrum grandiflorum traitées à l'aide d'oxyde de cuivre deux stilbénoïdes antifongiques et leur glucosides. Ces composés ont été identifiés comme étant le resvératrol, l'oxyresvératrol, le resvératrol-3-O-glucoside (picéide) et l'oxyresvératrol-3-O-glucoside, ce dernier composé étant isolé pour la première fois à partir d'une source naturelle.
En outre trois glucoside de flavonoïdes ont également été isolés des feuilles de cette plante : l'apigénine-7-O-glucoside, le lutéoline-7-O-glucoside,  le chrysoériol-7-O-glucoside.

## Synonymes
Selon Catalogue of Life (2 avril 2016) :
- Veratrum album var. grandiflorum Maxim. ex Miq.,

- Veratrum bracteatum var. tibeticum O.Loes.,

- Veratrum puberulum O.Loes.